# Obbnäsfjärden
Obbnäsfjärden (finska: Upinniemenselkä), är en fjärd i Kyrkslätts kommun, Nyland, Södra Finlands län. Städerna Obbnäs, Kopparnäs och Båtvik ligger längs fjärden. 
Obbnäsfjärden utgör den nordöstra grenen av Porkalafjärden medan Barösundsfjärden utgör den nordvästra.